# San Pedro de Tiquina
San Pedro de Tiquina est une localité du département de La Paz en Bolivie située dans la province de Manco Kapac.

## Géographie
San Pedro de Tiquina est établie sur une des rives du détroit de Tiquina.

## Population
La population de San Pedro de Tiquina s'élevait à 839 habitants en 2001.